# Aleksej Grigor'evič Stachanov
Aleksej Grigór'evič Stachánov (in russo Алексе́й Григо́рьевич Стаха́нов?; AFI: [staˈxanəf]; Lugovaja, 3 gennaio 1906 – Torez, 5 novembre 1977) è stato un operaio e politico sovietico.
Lavorò nelle miniere di carbone della regione del Donbass nel bacino carbonifero del Donec nell'Unione delle Repubbliche Socialiste Sovietiche (URSS), fu Eroe del lavoro socialista (1970) e membro del Partito Comunista dell'Unione Sovietica (1936).

## Biografia
Aleksej Stachanov nasce nel villaggio di Lugovaja, nel distretto di Livenskij, nell'allora governatorato di Orël, oggi oblast' di Lipeck. Il 31 agosto 1935 Stachanov divenne una celebrità per aver ideato una nuova metodologia di estrazione del carbone dalla vena mineraria: eseguendo egli stesso il lavoro specializzato del "taglio" del carbone ed utilizzando i propri compagni per il trasporto del minerale sui carri, riuscì ad aumentare la produttività della squadra di lavoro fino a quattordici volte, battendo ripetutamente il record del numero di tonnellate di carbone estratte in un turno di lavoro. La prima occasione in cui tale record fu battuto, il 31 agosto 1935, Stachanov raccolse 102 tonnellate di carbone in 5 ore e 45 minuti. Nell'Unione Sovietica il 31 agosto divenne il "giorno del minatore di carbone" in suo onore.
Il governo sovietico diede enorme risalto ai metodi di lavoro di Stachanov che furono così adottati in altre miniere, mentre Stachanov fu celebrato come "lavoratore modello", dando origine allo stacanovismo, fenomeno volto ad aumentare la produttività incoraggiando i lavoratori sia a livello propagandistico sia tramite incentivi. Ricevette numerosi riconoscimenti e medaglie. Dopo aver prestato la propria opera come minatore, intraprese una carriera che lo portò a diventare direttore e assistente capo ingegnere di impianti minerari fino al pensionamento nel 1974.

## Riconoscimenti
Nel 1936, nella città sovietica di Donec'k è fondata una squadra calcistica con il nome di Stachanovec' in suo onore: in seguito il club muta il proprio nome in Šachtar.
In suo onore nel 1978 la città ucraina di Kadiïvka ha preso il nome di Stachanov.